# Gianluca Gaudino
Gianluca Gaudino (Hanau, 11 novembre 1996) è un calciatore tedesco, centrocampista dell'Alemannia Aquisgrana.

## Biografia
Gaudino è nato ad Hanau, nel land dell'Assia, l'11 novembre 1996 ed è figlio dell'ex centrocampista tedesco di origine italiana Maurizio Gaudino.

## Caratteristiche tecniche
Gaudino nasce come centrocampista ma all'occorrenza può giocare anche come mezz'ala. Abile nell'impostare l'azione, possiede una buona tecnica di base ed una discreta visione di gioco.

## Carriera

### Club
È stato promosso in prima squadra nella stagione 2014-2015 dopo aver impressionato Pep Guardiola. Il 13 agosto 2014 ha debuttato in prima squadra nel corso della finale della Supercoppa di Germania contro il Borussia Dortmund. Ha collezionato la sua prima presenza in campionato nella prima sfida della Bundesliga contro il Wolfsburg, diventando il quarto debuttante più giovane della storia del club bavarese.
Il 26 aprile 2015 vince il campionato con il Bayern. Dopo aver collezionato 19 presenze con le riserve, nel 2016 si trasferisce in Svizzera al San Gallo dove disputa 36 partite, tutte giocate da titolare.
Il 30 giugno 2017 si trasferisce a titolo definitivo al Chievo, con cui firma un contratto di quattro anni. Colleziona solo 2 presenze in Serie A e una in Coppa Italia, prima di rescindere il contratto alla fine di agosto 2018.
L'8 gennaio 2019 si accorda con lo Young Boys, con cui firma un contratto di due anni e mezzo.

### Nazionale
Ha giocato nelle nazionali giovanili tedesche Under-19 ed Under-20.

## Statistiche

### Presenze e reti nei club
Statistiche aggiornate al 22 aprile 2018.
| Stagione        | Squadra          | Campionato      | Campionato | Campionato | Coppe nazionali | Coppe nazionali | Coppe nazionali | Coppe europee | Coppe europee | Coppe europee | Altre coppe | Altre coppe | Altre coppe | Totale | Totale |
| Stagione        | Squadra          | Comp            | Pres       | Reti       | Comp            | Pres            | Reti            | Comp          | Pres          | Reti          | Comp        | Pres        | Reti        | Pres   | Reti   |
| --------------- | ---------------- | --------------- | ---------- | ---------- | --------------- | --------------- | --------------- | ------------- | ------------- | ------------- | ----------- | ----------- | ----------- | ------ | ------ |
| 2014-2015       | Bayern Monaco    | BL              | 8          | 0          | CG              | 1               | 0               | UCL           | 1             | 0             | SG          | 1           | 0           | 11     | 0      |
| 2015-2016       | Bayern Monaco II | RL              | 19         | 0          | -               | -               | -               | -             | -             | -             | -           | -           | -           | 19     | 0      |
| 2016-2017       | San Gallo        | SL              | 33         | 0          | CS              | 3               | 0               | -             | -             | -             | -           | -           | -           | 36     | 0      |
| 2017-2018       | Chievo           | A               | 2          | 0          | CI              | 1               | 0               | -             | -             | -             | -           | -           | -           | 3      | 0      |
| Totale carriera | Totale carriera  | Totale carriera | 62         | 0          |                 | 5               | 0               |               | 1             | 0             |             | 1           | 0           | 69     | 0      |

## Palmarès

### Club

#### Competizioni nazionali
- Campionato tedesco: 1

Bayern Monaco: 2014-2015
- Campionato svizzero: 3

Young Boys: 2018-2019, 2019-2020, 2020-2021
- Coppa Svizzera: 1

Young Boys: 2019-2020